# Shannonomyia (Shannonomyia) mesophragma
Shannonomyia (Shannonomyia) mesophragma is een tweevleugelige uit de familie steltmuggen (Limoniidae). De soort komt voor in het Neotropisch gebied.